# مقارنة وميضية

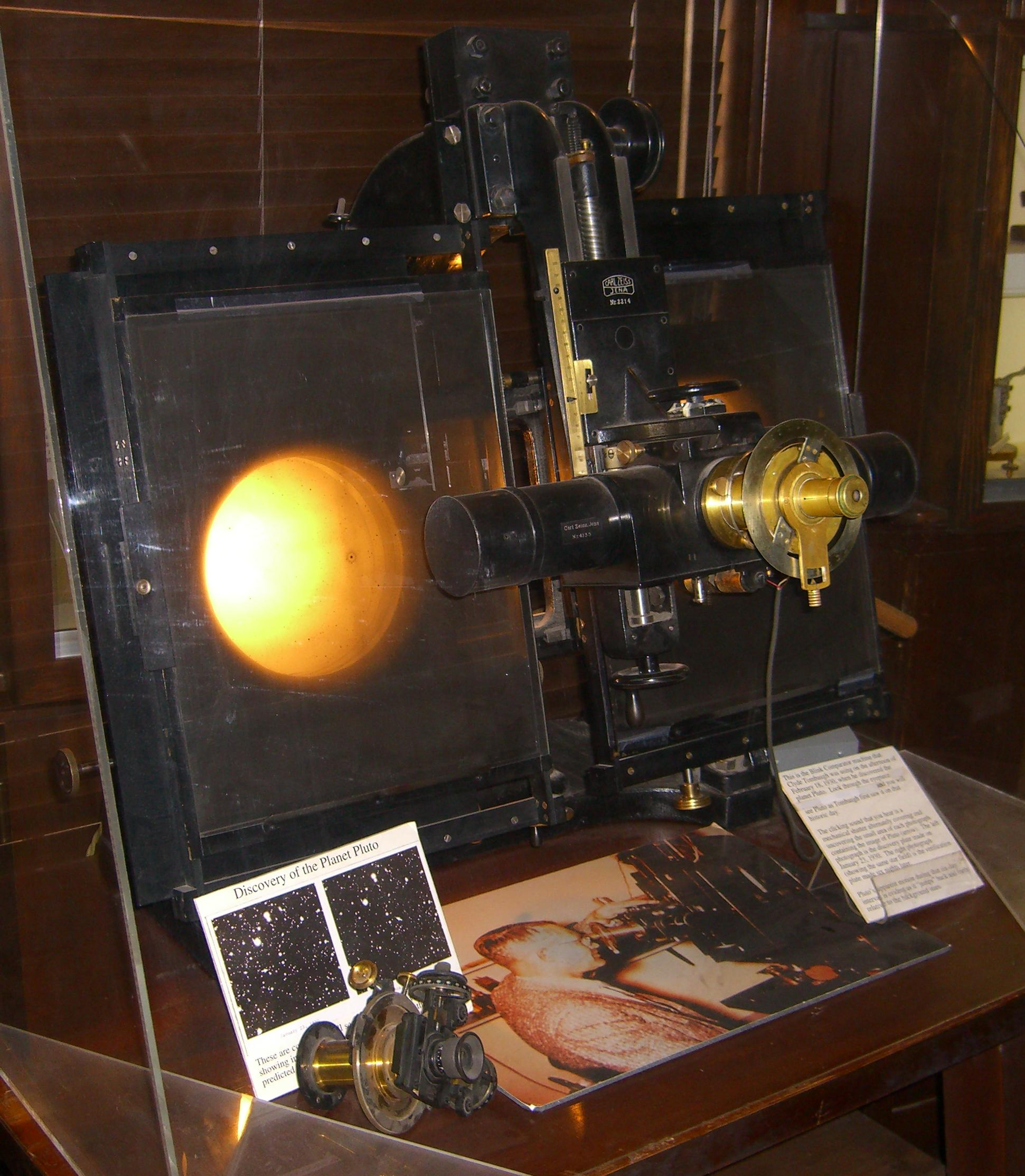
استخدمت آلة المقارنة الوميضية هذه والتي توجد في "مرصد لوويل" باكتشاف الكوكب القزم بلوتو.

المقارنة الوميضية هو جهاز عرض كان يستخدمه الفلكيّون للعثور على الفروقات بين الصور الفوتوغرافية للسماء التي تلتقط بواسطة مقارب بصرية، فقد كانوا يلتقطون صورتين لنفس الرقعة من السماء بينهما فاصل بضعة أيام أو ساعات ثم يفحصونهما لرؤية إذا ما كانت هناك كويكبات أو مذنبات قد تحركت عبر السماء خلال هذه المدة (وقد كانت هذه أكثر طرق اكتشاف هذا النوع من الأجرام شيوعاً). وتعمل الآلة بوضع الصفيحتين عليها ثم بعرضهما عبر عدسة للرؤية، وأثناء نظر الفلكي عبر العدسة يُمكنه قلب الصورتين بسرعة لكي يُلاحظ الاختلافات بينهما، حيث أن الآلة تعرض له نفس الجزء من كل من الصورتين عندما تقلبهما، ويُمكن للفلكي هكذا أن يقلب الصور بسهولة ويُقارن بينها بنفس طريقة قلب الصور في عرض السلايدات. وبما أن النجوم ثابتة تقريباً فإنه يُمكن بهذه الطريقة العثور على أجرام النظام الشمسي مثل الكويكبات والمذنبات والأجرام الوراء نبتونية. وربما أشهر الأجرام التي اكتشفت بهذه الطريقة هو الكوكب القزم بلوتو، والذي اكتشفه الفلكي كلايد تومبو في عام 1930.

## الاستخدامات
في الصور التي التقطت بفاصل أيام قليلة فإنه يُمكن ملاحظة الأجرام سريع الحركة مثل الكويكبات والمذنبات بسهولة، وذلك لأنها تبدو وكأنها تقفز من مكان إلى آخر عبر الصورة في حين أن النجوم تبقى ثابتة. أما الصور التي تلتقط بفواصل أكبر من ذلك فيُمكن أن تستخدم للعثور على النجوم ذات الحركة الخاصة الكبيرة أو النجوم المتغيرة.
قام هاوي الفلك «بِن مايِر» باختراع آلة «عرض المقارنة الوميضية»، وهي إصدارة أقل كلفة من الآلة الاحترافية. وتتألف من عارضي صور مع قرص دوار يحجب الصور من العارض. وسمحت هذه الآلة لهواة الفلك بالمساهمة بشكل من الأشكال في البحوث الجادة.
حديثاً تم استبدال الصور الفوتوغرافية على نطاق واسع بأجهزة السي سي دي وأصبحت تخزن الصور الفلكية رقمياً على الحواسيب. ويُمكن الآن أن تستخدم التقنية الوميضية بسهولة على الحاسوب بدلاً من استخدام آلة المقارنة الوميضية نفسها كما في الماضي. فمثلاً، هناك طريقة مقترحة حديثاً تسمح لاختصاصيّي الطاقة الإشعاعية بمقارنة الصور الطبية الرقميّة القديمة والجديدة بدقة وكفاءة أكبر، وذلك باستخدام طريقة المقارنة الوميضية الرقميّة.

## وصلات خارجية
1. ↑  المقارنة الوميضية على الحاسوب. تاريخ الولوج 26-09-2008. نسخة محفوظة 25 مارس 2020 على موقع واي باك مشين.

- اكتشاف بلوتو: آلة المقارنة الوميضية.
- آلة المقارنة الوميضية.
- مقارنة بلوتو الوميضية.